# نظریه‌ها و مانیفست‌های معماری معاصر
نظریه‌ها و مانیفست‌های معماری معاصر (به انگلیسی: Theories and Manifestoes of Contemporary Architecture) یکی از کتاب‌های چارلز جنکس مورخ و نظریه‌پرداز معماری است که بیشتر به خاطر نظریه هاش در گفتمان پست-مدرنیسم شناخته شده‌است. جنکس به عنوان اولین مورخ معماری که مرگ مدرنیسم را اعلام کرد در این کتاب نشان می‌دهد که معماری پست‌مدرن چگونه نظریه‌های اساسی خود را بسط داده‌است. نظریه‌ها و مانیفست‌های معماری معاصر، به عنوان گلچینی از نظریه‌های مهم معماری شامل بیش از ۱۲۰ متن و مانیفست اصلی است که از دهه ۱۹۵۰ مطرح شده‌اند. این کتاب در اصل در سال ۱۹۹۷ منتشر شده‌است و سپس انتشارات وایلی ویرایش دوم آن را در سال ۲۰۰۶ منتشر کرد. این کتاب که به شش بخش پست-مدرن، پست-مدرن اکولوژی، سنتی، لیت-مدرن، نومدرن، پیچیدگی و نظریه آشوب تبدیل ده است همه موضوعات مهم بحث شده در حوزه نظریه معماری طی سال‌های ۱۹۵۴ تا ۲۰۰۵ را پوشش داده‌است.